# Kradibia jacobsi
Kradibia jacobsi är en stekelart som först beskrevs av Wiebes 1964.  Kradibia jacobsi ingår i släktet Kradibia och familjen fikonsteklar. Inga underarter finns listade i Catalogue of Life.